# Ágota Bujdosó
Ágota Bujdosó, född 2 juni 1943 i Budapest, död i mars 2025, var en ungersk handbollsspelare (målvakt).
Hon tog OS-brons i damernas turnering i samband med de olympiska handbollstävlingarna 1976 i Montréal.